# Bembecia stuebingeri
Bembecia stuebingeri is een vlinder uit de familie wespvlinders (Sesiidae), onderfamilie Sesiinae.
Bembecia stuebingeri is voor het eerst wetenschappelijk beschreven door Sobczyk, Kallies & Riefenstahl in 2007. De soort komt voor in het Palearctisch gebied.